# 14988 Tryggvason
14988 Tryggvason è un asteroide della fascia principale. Scoperto nel 1997, presenta un'orbita caratterizzata da un semiasse maggiore pari a 3,0074739 au e da un'eccentricità di 0,3440615, inclinata di 8,42907° rispetto all'eclittica.
L'asteroide è dedicato all'astronauta canadese Bjarni Tryggvason.